# Apollo 6
Apollo 6 (4 tháng 4 năm 1968), còn gọi là AS-502, là chuyến bay không người lái thứ ba và cuối cùng trong chương trình Apollo, đồng thời là cuộc thử nghiệm thứ hai của phương tiện phóng Saturn V. Sứ mệnh này thẩm định Saturn V cho các nhiệm vụ có người lái trong tương lai, với phi vụ đầu tiên là Apollo 8 vào tháng 12 năm 1968.
Mục đích của Apollo 6 là nhằm chứng minh khả năng của tầng thứ ba S-IVB của Saturn V trong việc tự đẩy chính nó và tàu vũ trụ Apollo tới những khoảng cách trên Mặt Trăng. Các bộ phận của S-IVB bắt đầu có mặt tại Trung tâm Vũ trụ Kennedy (KSC) vào đầu năm 1967. Quá trình thử nghiệm diễn ra chậm rãi, thường hay bị trì hoãn do công tác kiểm tra Saturn V dành cho sứ mệnh Apollo 4 – lần phóng đầu tiên của tên lửa đẩy này. Sau khi phi vụ không người lái đó được triển khai vào tháng 11 năm 1967, sự chậm trễ đã ít đi nhưng cũng đủ khiến chuyến bay bị hoãn lại từ tháng 3 sang tháng 4 năm 1968.
Kế hoạch bay yêu cầu sau khi phóng chuyển tiếp Mặt Trăng, phải hủy bỏ trực tiếp việc quay trở lại bằng cách sử dụng động cơ chính của mô-đun dịch vụ với tổng thời gian bay khoảng 10 giờ. Tuy nhiên, các rung động đã gây hỏng hóc cho một số động cơ Rocketdyne J-2 ở tầng thứ hai và thứ ba khi làm đứt đường dẫn nhiên liệu bên trong, khiến cho động cơ tầng thứ hai phải tắt sớm. Một động cơ tầng thứ hai bổ sung cũng bị tắt sớm do nối dây chéo với động cơ đã tắt. Hệ thống hướng dẫn trên tàu phải bù đắp bằng cách đốt cháy kéo dài tầng thứ hai và thứ ba mặc dù sẽ khiến cho quỹ đạo đậu (parking orbit) có hình dạng elip hơn nhiều so với kế hoạch. Động cơ tầng thứ ba bị hư hỏng không thể khởi động lại để phóng chuyển tiếp Mặt Trăng. Những người điều hành đã chọn lặp lại sơ đồ bay của cuộc thử nghiệm Apollo 4 lúc trước, qua đó đạt được quỹ đạo cao và tốc độ quay trở lại lớn. Mặc dù xảy ra sự cố động cơ, chuyến bay đã giúp NASA có đủ sự tự tin để sử dụng Saturn V cho các phi vụ phóng có người lái, vì vậy một chuyến bay không người lái thứ ba tiềm năng đã bị hủy bỏ.

## Mục tiêu
Mục tiêu của Apollo 6, chuyến bay thử nghiệm thứ hai của phương tiện phóng Saturn V, là nhằm đưa một mô-đun chỉ huy và dịch vụ (CSM) cùng với Lunar Test Article (LTA), một mô-đun Mặt Trăng (LM) mô phỏng có gắn các cảm biến rung kết cấu (structural vibration sensor), lên quỹ đạo chuyển tiếp Mặt Trăng. Việc đẩy từ quỹ đạo lên vận tốc chuyển tiếp Mặt Trăng được cung cấp bởi tầng thứ ba S-IVB của Saturn V. Dù đường bay vượt ra ngoài quỹ đạo Mặt Trăng nhưng Apollo 6 sẽ không chạm mặt thiên thể này. CSM phải tách khỏi S-IVB ngay sau khi đốt cháy, tiếp đó động cơ SM sẽ khai hỏa để làm chậm tàu vũ trụ, giảm viễn điểm xuống 22.204 kilômét (11.989 nmi) và làm cho CSM quay trở lại Trái Đất, mô phỏng việc hủy bỏ "trở lại trực tiếp" ("direct-return" abort). Ở chặng về, động cơ phải khai hỏa một lần nữa để tăng tốc phi thuyền nhằm mô phỏng các điều kiện mà tàu vũ trụ Apollo sẽ gặp phải khi trở về từ Mặt Trăng, với góc tái thâm nhập là −6,5 độ và vận tốc 11.100 mét trên giây (36.500 ft/s). Toàn bộ nhiệm vụ dự tính kéo dài khoảng 10 giờ.
Nhiệm vụ được tiến hành nhằm kiểm tra khả năng của phương tiện phóng Saturn V trong việc đưa toàn bộ tàu vũ trụ Apollo lên Mặt Trăng – cụ thể là kiểm tra ứng suất trên LM và các chế độ rung của toàn bộ Saturn V khi tải gần đầy. Với việc tàu vũ trụ đã đủ điều kiện cho chuyến bay có phi hành đoàn thông qua sứ mệnh Apollo 4 (chuyến bay đầu tiên của Saturn V), trọng tâm lần này là làm cho phương tiện phóng đủ tiêu chuẩn bay. Việc hoàn thành các sự kiện sứ mệnh theo kế hoạch thông qua đạt được quỹ đạo đậu ban đầu, và khởi động lại S-IVB để đẩy phương tiện vũ trụ đi tới quãng đường đã định bên ngoài quỹ đạo Mặt Trăng, được coi là đủ để hoàn thành các mục tiêu chính của Apollo 6.

## Trang thiết bị

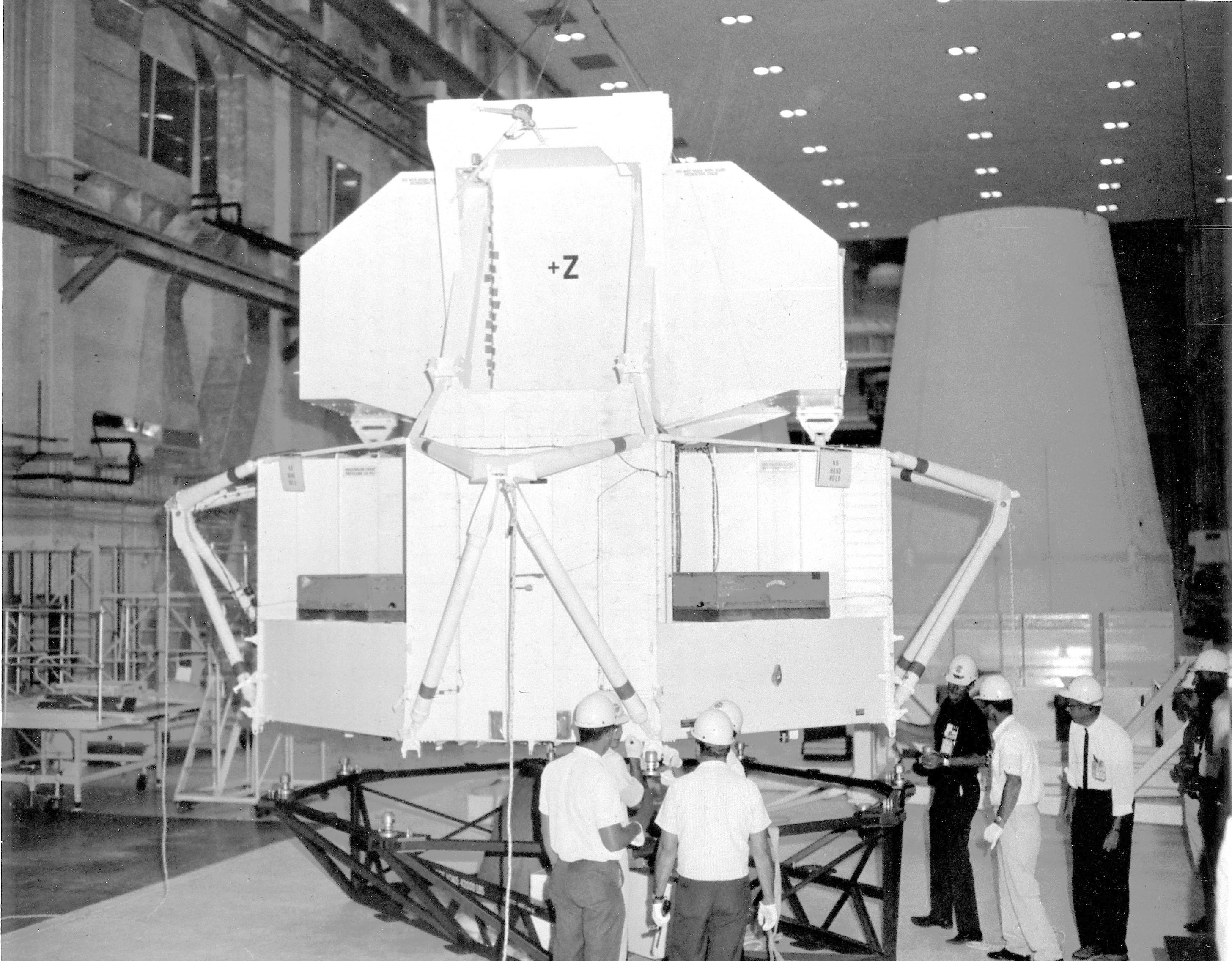
Lunar Module Test Article (LTA-2R) được đưa đi ghép với Spacecraft-LM Adapter.

Phương tiện phóng của Apollo 6 được định danh AS-502, là chiếc Saturn V thứ hai có khả năng bay. Tải trọng của nó bao gồm CSM-020, một CSM phiên bản Block I với một số cải tiến Block II. CSM Block I không có khả năng ghép nối với Mô-đun Mặt Trăng như Block II. Trong số những sửa đổi của CSM-020 có một cửa sập mới cho phi hành đoàn, dự định được thử nghiệm dưới các điều kiện quay trở về từ Mặt Trăng. Cửa sập mới này thay thế cho chiếc cửa sập bị ban điều tra Apollo 1 lên án là quá khó mở trong trường hợp khẩn cấp, góp phần gây ra cái chết của ba phi hành gia trong vụ hỏa hoạn Apollo 1 vào ngày 27 tháng 1 năm 1967. Mô-đun chỉ huy được sử dụng là CM-020; nó mang theo một bộ lập trình nhiệm vụ (mission programmer) và các thiết bị khác để cho phép vận hành tàu từ xa.:15
Mô-đun dịch vụ được sử dụng là SM-014 (SM ban đầu theo kế hoạch của Apollo 6 là SM-020 đã được sử dụng cho Apollo 4 sau khi SM-017 của sứ mệnh đó bị hư hỏng trong một vụ nổ và phải loại bỏ).:15 CM-014 không thể bay vì nó đang được dùng để hỗ trợ cho cuộc điều tra Apollo 1. Không phải tất cả hệ thống SM đều được kích hoạt cho sứ mệnh ngắn hạn Apollo 6: ví dụ, bộ tản nhiệt để loại bỏ nhiệt dư thừa khỏi hệ thống điện và hệ thống kiểm soát môi trường đã không được kết nối.
Kenneth S. Kleinknecht, quản lý Mô-đun Chỉ huy và Dịch vụ tại Trung tâm Chuyến bay không gian có Người lái ở Houston, tỏ ra hài lòng với CSM-020 khi nó được đưa đến Trung tâm Vũ trụ Kennedy từ nhà máy của North American Aviation, mặc dù ông đã khó chịu do phi thuyền vẫn còn được bọc trong tấm mylar dễ cháy. Trái với chiếc CSM xấu số của Apollo 1 khi vẫn còn hàng trăm vấn đề chưa được giải quyết lúc đến nơi, CSM-020 chỉ có 23 vấn đề, hầu hết đều đã quen thuộc với những người điều hành tàu vũ trụ tại KSC.
Cùng bay trên Apollo 6 còn có Lunar Test Article: một mô-đun Mặt Trăng mô phỏng được định danh là LTA-2R. Nó bao gồm một tầng hạ cánh kiểu chuyến bay (flight-type descent stage) không có thiết bị hạ cánh, các thùng nhiên liệu chứa đầy hỗn hợp nước-diol, và freon trong các bể oxy hóa. Mô hình này không chứa hệ thống bay, với tầng cất cánh làm bằng ballasted aluminum (tạm dịch là "nhôm ballast") và được cung cấp thiết bị để thể hiện độ rung, âm thanh và tính toàn vẹn cấu trúc. LTA-2R nằm ở bên trong Spacecraft-Lunar Module Adapter (SLA), được đánh số là SLA-9, trong suốt chuyến bay.:10

## Chuẩn bị
Tầng thứ nhất S-IC đến bằng sà lan vào ngày 13 tháng 3 năm 1967 và được dựng lên tại Tòa nhà Lắp ráp Phương tiện (VAB) bốn ngày sau đó; cả tầng thứ ba S-IVB và máy tính Instrument Unit đều có mặt vào ngày 17 tháng 3. Tầng thứ hai S-II vẫn chưa sẵn sàng, do đó miếng đệm hình quả tạ dùng trong công tác chuẩn bị cho Apollo 4 (cũng có một tầng S-II bị trì hoãn) đã được thay thế để có thể tiến hành quá trình thử nghiệm. Miếng đệm có chiều cao và khối lượng tương tự như S-II cùng với tất cả các kết nối điện. S-II đến nơi vào ngày 24 tháng 5, sau đó nó được xếp lên và ghép với tên lửa vào ngày 7 tháng 7.
Apollo 6 lần đầu tiên chứng kiến việc sử dụng khu vực High Bay 3 của VAB, và đội phương tiện phóng nhanh chóng phát hiện ra rằng hệ thống kiểm soát môi trường tại đó là không đủ dùng. Vì vậy, nhiều máy điều hòa di động công suất lớn đã được đưa vào sử dụng để giữ cho thiết bị và công nhân được mát mẻ. Đã xảy ra những chậm trễ trong tháng 4 do nhân sự cũng như thiết bị đang bận rộn với Apollo 4 và không thể có mặt để thử nghiệm trên Apollo 6. Tầng thứ hai S-II được dựng lên ở một trong những khu vực low bay của VAB vào ngày 25 tháng 5, nhưng công việc trên Apollo 6 tiếp tục bị cản trở bởi những trì hoãn mà đa phần xuất phát từ Apollo 4. Khi phương tiện được dựng lên trên Mobile Service Launcher 2, công việc tiến hành trên các cánh tay của bệ phóng cũng diễn ra chậm chạp. Bản thân CSM cũng đến trễ; ngày đến theo kế hoạch là vào cuối tháng 9 đã bị lùi lại hai tháng.
Sau phi vụ phóng Apollo 4 vào ngày 9 tháng 11 năm 1967, tốc độ của dự án Apollo 6 tăng lên song vẫn còn nhiều vấn đề với phần cứng chuyến bay. CSM được dựng lên trên phương tiện phóng vào ngày 11 tháng 12 năm 1967, sau đó tổ hợp tàu vũ trụ được triển khai tới Tổ hợp Phóng 39A vào ngày 6 tháng 2 năm 1968. Quá trình đưa tổ hợp phi thuyền ra kéo dài cả ngày, chủ yếu được tiến hành dưới trời mưa lớn. Do xe bánh xích phải dừng lại hai tiếng đồng hồ khi liên lạc thất bại nên mãi tối mịt phương tiện mới đến bệ phóng. Mobile service structure không thể di chuyển đến bệ phóng trong hai ngày do gió lớn.
Bài kiểm tra khả năng sẵn sàng bay kết thúc vào ngày 8 tháng 3 năm 1968. Tại một buổi đánh giá ba ngày sau đó, Apollo 6 đã được phép phóng sau khi thành công hoàn thành cuộc thử nghiệm và một số nhiệm vụ được xác định tại cuộc họp. Phi vụ phóng được ấn định vào ngày 28 tháng 3 năm 1968, nhưng bị hoãn lại đến ngày 1 tháng 4 và sau đó là ngày 3 tháng 4 do sự cố với nhiên liệu và một số thiết bị của hệ thống dẫn đường. Cuộc thử nghiệm trình diễn đếm ngược bắt đầu vào ngày 24 tháng 3; dù chỉ mất một tuần để hoàn thành nhưng phi vụ phóng lại bị trì hoãn thêm một lần nữa. Ngày 3 tháng 4, quá trình đếm ngược cuối cùng bắt đầu với lịch cất cánh vào ngày hôm sau. Tất cả các sự cố tiếp theo đã được khắc phục trong thời gian built-in hold của quá trình đếm ngược và không làm ảnh hưởng đến nhiệm vụ.

## Chuyến bay

### Phi vụ phóng

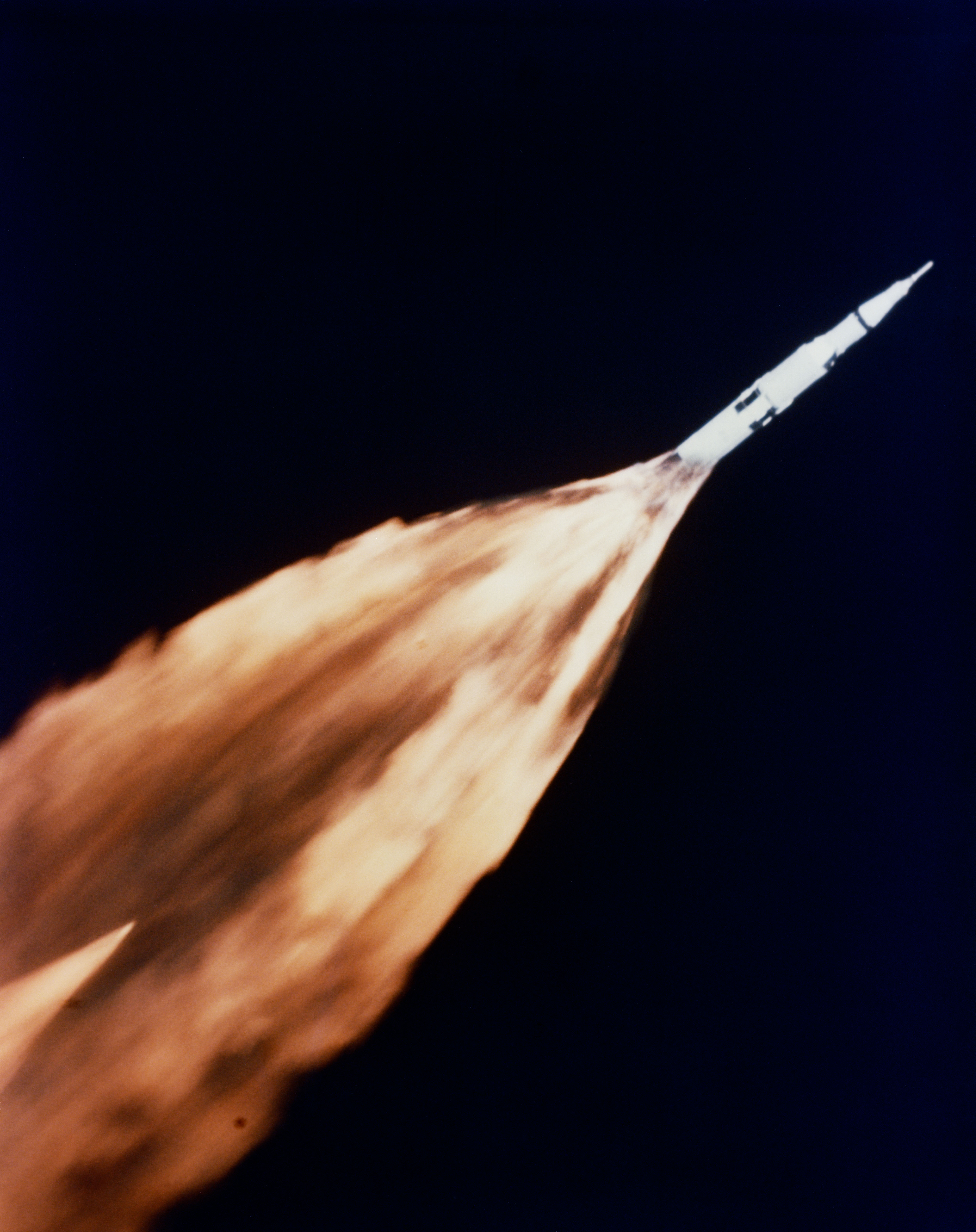
Phi vụ phóng Apollo 6 nhìn từ một chase plane (tạm dịch là "máy bay đuổi bắt")

Apollo 6 được phóng từ Tổ hợp Phóng 39A tại Trung tâm Vũ trụ Kennedy lúc 7 giờ sáng (1200 UT) ngày 4 tháng 4 năm 1968. Trong hai phút đầu tiên, tên lửa đẩy Saturn V hoạt động bình thường. Sau đó, khi tầng thứ nhất S-IC của Saturn V đốt cháy, các dao động pogo (pogo oscillation) đã làm rung chuyển phương tiện. Sự thay đổi sức đẩy khiến Saturn V chịu lực g lên đến ±0,6 g (5,9 m/s2), mặc dù nó chỉ được thiết kế để chịu tối đa 0,25 g (2,5 m/s2). Phương tiện không bị hư hại gì ngoại trừ việc mất đi một trong các panel của SLA.
Phó quản lý (Associate Administrator) của NASA về Chuyến bay Không gian có Người lái George Mueller đã giải thích nguyên nhân sự việc tại một phiên điều trần quốc hội:
Về cơ bản, pogo phát sinh khi có thay đổi về lực đẩy trong động cơ. Đó là những đặc tính bình thường của động cơ. Tất cả động cơ đều có thứ mà các vị có thể gọi là tiếng ồn ở đầu ra do quá trình đốt cháy không hoàn toàn đồng đều, vậy nên biến đổi về lực đẩy ở tầng thứ nhất chỉ là một đặc tính bình thường của tất cả các động cơ đang đốt cháy.
Nói cách khác, lúc này động cơ được cung cấp qua một đường ống dẫn nhiên liệu từ bể chứa và đưa vào động cơ. Chiều dài của đường ống đó giống như một ống đàn organ nên nó có tần số cộng hưởng nhất định và thực sự sẽ dao động giống như một ống đàn organ.
Cấu trúc của phương tiện giống như một cái âm thoa, vì vậy nếu các vị đánh đúng thì nó sẽ dao động lên xuống theo chiều dọc. Nói một cách tổng quát, chính sự tương tác giữa các tần số khác nhau đã làm cho phương tiện dao động.

Sau khi tầng thứ nhất bị loại bỏ, tầng thứ hai S-II bắt đầu gặp trục trặc với các động cơ J-2. Động cơ số hai gặp vấn đề về hiệu suất kể từ 225 giây sau khi cất cánh và đột ngột trở nên tồi tệ hơn ở T+319 giây. Ở T+412 giây, Instrument Unit bị tắt hoàn toàn và hai giây sau, động cơ số ba cũng tắt. Lỗi nằm ở động cơ số hai, nhưng do đấu chéo dây dẫn nên lệnh từ Instrument Unit cũng làm tắt động cơ số ba vốn đang chạy bình thường. Instrument Unit bù đắp bằng cách cho ba động cơ còn lại đốt cháy lâu hơn 58 giây so với kế hoạch. Tầng thứ ba S-IVB cũng phải đốt cháy lâu hơn bình thường 29 giây và đã bị giảm hiệu suất nhẹ.

### Quỹ đạo
Do trục trặc trong phi vụ phóng, CSM và S-IVB đã bị đưa vào quỹ đạo đậu 173,14 kilômét (93,49 nmi) nhân 360,10 kilômét (194,44 nmi) thay vì quỹ đạo  đậu hình tròn 190 kilômét (100 nmi) như dự định. Sự sai lệch so với kế hoạch bay này không ngăn cản việc tiếp tục sứ mệnh. Ở quỹ đạo đầu tiên, S-IVB thực hiện diễn tập; nó thay đổi góc độ so với đường chân trời để đáp ứng những kỹ thuật mà các phi hành gia trong tương lai có thể sử dụng để theo dõi điểm mốc. Sau đó, qua hai quỹ đạo tiêu chuẩn nhằm đánh giá mức độ sẵn sàng của phương tiện cho việc phóng chuyển tiếp Mặt Trăng (TLI), S-IVB được yêu cầu khởi động lại nhưng nó không thể thực hiện mệnh lệnh.
Để giải quyết, giám đốc chuyến bay là Clifford E. Charlesworth và nhóm của ông tại Trung tâm Kiểm soát Sứ mệnh quyết định tiến hành một nhiệm vụ thay thế, theo đó động cơ Service Propulsion System (SPS) của SM sẽ được sử dụng để nâng tàu vũ trụ lên quỹ đạo có viễn điểm (điểm ở khoảng cách xa Trái Đất nhất) cao và cận điểm thấp nhằm dẫn đến việc tái thâm nhập khí quyển, như đã thực hiện với Apollo 4. Kế hoạch này sẽ giúp hoàn thành một số mục tiêu nhiệm vụ. Động cơ SPS đốt cháy trong 442 giây để đạt đến viễn điểm dự kiến là 22.204 kilômét (11.989 nmi). Tuy nhiên, ngay lúc đó lại không có đủ thuốc phóng để tăng tốc độ thâm nhập khi đốt cháy động cơ SPS thứ hai, dẫn đến việc tàu vũ trụ chỉ đi vào bầu khí quyển với tốc độ 10.000 mét trên giây (33.000 ft/s) thay vì 11.000 mét trên giây (37.000 ft/s) theo kế hoạch để mô phỏng sự trở về từ Mặt Trăng. Khi ở độ cao lớn, CM có thể trả lại dữ liệu về mức độ mà các phi hành gia trong tương lai sẽ được bảo vệ khỏi vành đai bức xạ Van Allen bằng lớp vỏ của tàu vũ trụ.
Mười tiếng sau khi phóng, CM đổ bộ cách điểm hạ cánh dự kiến khoảng 80 kilômét (43 nmi) ở Bắc Thái Bình Dương, phía bắc tiểu bang Hawaii và được đưa lên tàu USS Okinawa. SM bị vứt bỏ ngay trước khi bay vào khí quyển và bốc cháy. Quỹ đạo của S-IVB dần dần suy giảm và đã quay trở lại bầu khí quyển vào ngày 26 tháng 4 năm 1968.

## Kết quả
Trong buổi họp báo sau khi phóng, Giám đốc Chương trình Apollo Samuel C. Phillips cho biết, "không nghi ngờ gì nữa, đó không phải là một sứ mệnh hoàn hảo", nhưng việc phương tiện phóng đạt tới quỹ đạo mặc dù bị mất hai động cơ vẫn là "một thành tựu to lớn ngoài kế hoạch". Mueller gọi nhiệm vụ Apollo 6 là "tốt về mọi mặt, một lần phóng xuất sắc và nếu cân bằng lại, đây vẫn là một sứ mệnh thành công ... và chúng tôi đã học hỏi được rất nhiều điều", nhưng sau đó ông tuyên bố rằng Apollo 6 "phải được coi là một thất bại".
Hiện tượng pogo xảy ra ở tầng thứ nhất của chuyến bay được nhiều người biết đến. Tuy nhiên, NASA cho rằng Saturn V đã bị "làm mất điều hướng" – nghĩa là ngăn không cho nó rung động ở tần số tự nhiên. Ngay sau Apollo 6, NASA và các nhà thầu tìm cách loại bỏ những vấn đề cho các chuyến bay trong tương lai, với khoảng 1.000 kỹ sư của chính phủ và ngành công nghiệp đã làm việc để giải quyết sự cố này. Nhằm làm giảm dao động áp suất trong những động cơ F-1 và J-2, các lỗ nhỏ (cavity) trong van dẫn đến chúng đã được lấp đầy bằng khí heli ngay trước khi cất cánh như một bộ phận giảm xóc.

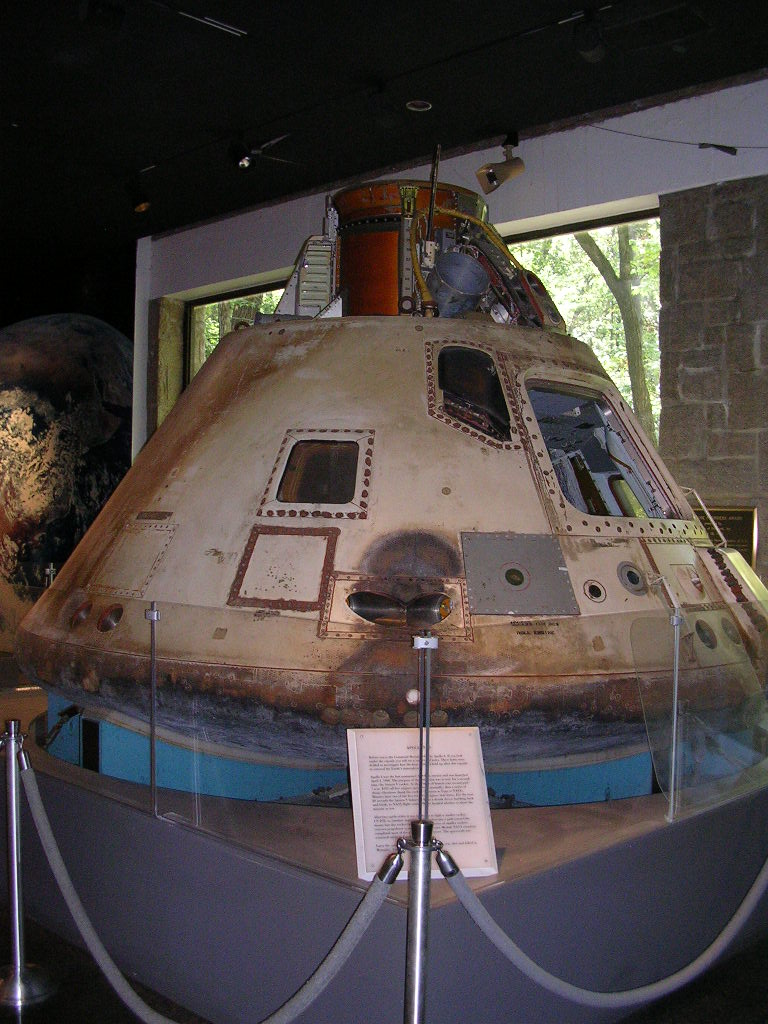
Mô-đun chỉ huy Apollo 6 trưng bày tại Trung tâm khoa học Fernbank ở Atlanta, Georgia

Các vấn đề với S-II và S-IVB đều bắt nguồn từ động cơ J-2, vốn hiện diện ở cả hai tầng. Thử nghiệm cho thấy những đường dẫn thuốc phóng đến bộ phận đánh lửa có thể đã bị hỏng ở áp suất khí quyển thấp hoặc trong chân không. Các đường dẫn này được trang bị ống thổi bằng kim loại để cho phép giãn nở nhiệt. Trong thử nghiệm trên mặt đất, thuốc phóng lạnh đi qua đường dẫn thuốc phóng sẽ tạo thành một lớp sương trên đường dẫn LOX và không khí lỏng trên đường dẫn LH2, làm giảm mọi rung động. Trong chân không của không gian, không có sự bảo vệ nào như vậy: ống thổi rung nhanh và hỏng ở lưu lượng cực đại, làm cháy các đường dẫn thuốc phóng. Để khắc phục, ống thổi đã được thay thế bằng những ống cong cứng và đường dẫn gia cố. Sau Apollo 6, các kỹ sư của NASA bắt đầu tranh luận về việc có nên cấu hình hệ thống phát hiện tình huống khẩn cấp của tàu vũ trụ để tự động hủy bỏ trong trường hợp có quá nhiều pogo hay không; kế hoạch này đã bị Giám đốc Điều hành Phi hành đoàn Deke Slayton phản đối. Thay vào đó, họ tiến hành công việc nhằm tạo ra một "cảm biến hủy bỏ pogo" để cho phép tổ bay đánh giá về khả năng hủy bỏ, nhưng đến tháng 8 năm 1968, dự án này đã bị bỏ dỡ sau khi NASA nhận ra có thể xử lý pogo mà không cần đến một cảm biến như vậy.
Vấn đề xảy ra với SLA xuất phát từ cấu trúc tảng ong (honeycomb structure) của nó. Khi tên lửa tăng tốc trong bầu khí quyển, các lỗ (cell) mở rộng ra do không khí và nước bị mắc kẹt làm vỡ bề mặt adapter. Để giải quyết, các kỹ sư đã khoan những lỗ thủng nhỏ trên bề mặt cho khí bị mắc kẹt tiêu tan, đồng thời đặt một lớp bần mỏng lên adapter nhằm giúp hút ẩm.
Những nỗ lực của NASA đã làm hài lòng Ủy ban Thượng viện về Khoa học Hàng không và Vũ trụ (Senate Committee on Aeronautical and Space Sciences). Vào cuối tháng 4, ủy ban báo cáo rằng cơ quan này đã nhanh chóng phân tích cũng như chẩn đoán những bất thường của Apollo 6 và đưa ra hành động khắc phục. Sau khi phân tích chi tiết về hiệu suất của Saturn V và giải pháp cho những phương tiện phóng trong tương lai, các kỹ sư tại Trung tâm Chuyến bay Không gian Marshall ở Alabama kết luận rằng chuyến bay thử nghiệm không người lái thứ ba của Saturn V là không cần thiết. Do đó, chiếc Saturn V tiếp theo bay trên Apollo 8 sẽ chở theo một phi hành đoàn (sứ mệnh Apollo đầu tiên có phi hành đoàn là Apollo 7 sẽ được phóng bởi Saturn IB).
Sau nhiệm vụ, CM-020 đã được chuyển giao cho Viện Smithsonian.:15 Mô-đun chỉ huy Apollo 6 hiện được trưng bày tại Trung tâm khoa học Fernbank ở Atlanta, Georgia.

## Camera

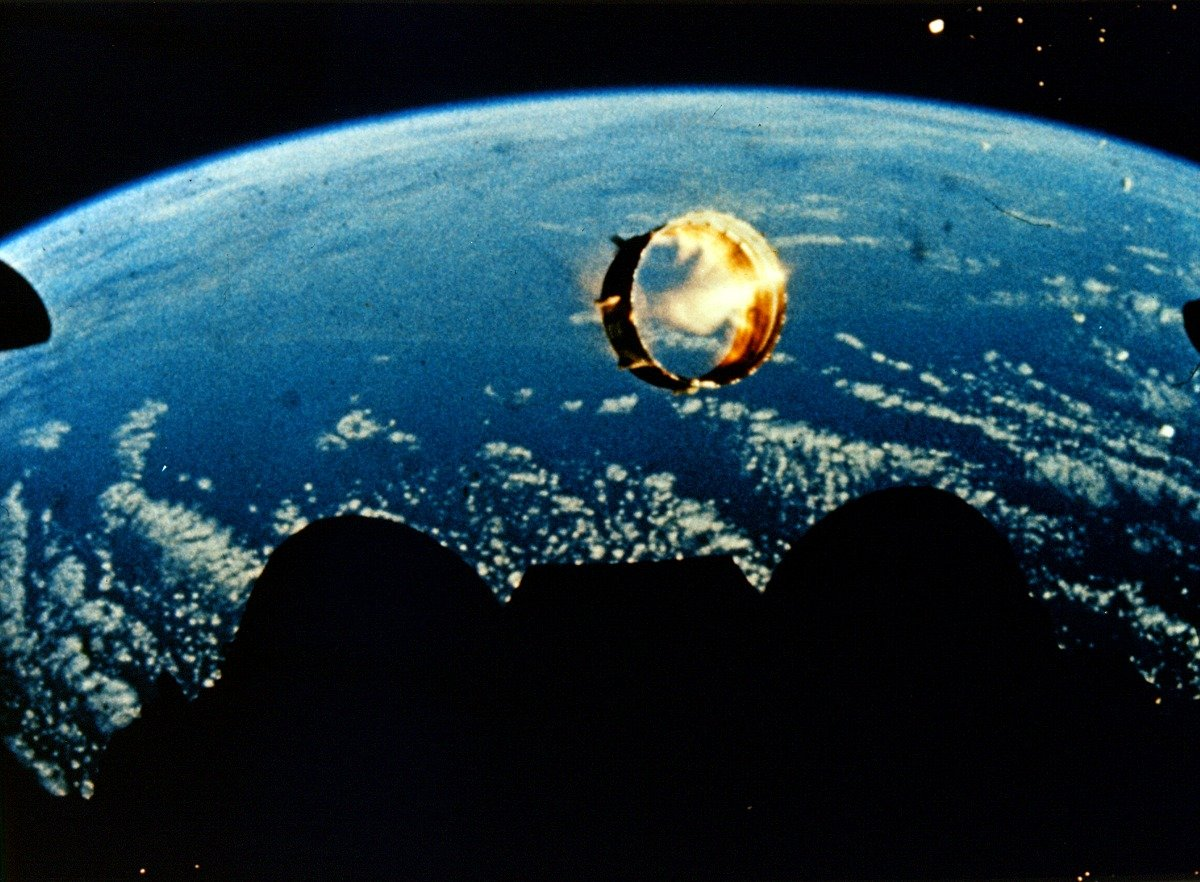
Hình ảnh từ cảnh quay interstage đang trôi dần ra xa của Apollo 6 (NASA)

Saturn V có gắn một số camera, dự định sẽ được phóng ra ngoài và sau đó thu hồi lại. Ba trong số bốn camera trên S-IC không thể phóng ra nên đã bị phá hủy, và chỉ một trong hai camera trên S-II là được thu hồi. Theo kế hoạch, hai chiếc trong số đó sẽ dùng quay phim quá trình tách rời S-IC/S-II, trong khi hai chiếc còn lại dùng để quay phim bể oxy lỏng; chiếc được thu hồi đã quay phim quá trình phân tách. Việc ba camera không thể phóng ra được là do thiếu áp suất nitơ trong các chai (bottle) gây nên sự đẩy. Mô-đun chỉ huy mang theo một máy quay phim, dự định sẽ được kích hoạt trong quá trình phóng và tái thâm nhập khí quyển. Do nhiệm vụ kéo dài hơn dự kiến khoảng mười phút nên các sự kiện tái thâm nhập đã không được quay lại.
Một camera tĩnh 70 mm hoạt động ở một phần nhiệm vụ bên trong CM, hướng về Trái Đất qua cửa sổ sập. Phạm vi của camera bao gồm các vùng thuộc Hoa Kỳ, Đại Tây Dương, châu Phi và Tây Thái Bình Dương. Chiếc camera này có sự kết hợp giữa bộ lọc và màng xuyên sương mù, với độ cân bằng màu sắc tốt hơn và độ phân giải cao hơn so với những bức ảnh được chụp trong các sứ mệnh có người lái trước đây của Mỹ. Những bức ảnh này về sau trở nên rất hữu ích cho nghiên cứu bản đồ, địa hình và địa lý.

## Ảnh hưởng
Báo chí đưa tin rất ít về sứ mệnh Apollo 6 chủ yếu là vì cùng ngày phóng, mục sư Martin Luther King Jr. bị ám sát ở Memphis và chỉ bốn ngày trước đó, Tổng thống Lyndon B. Johnson đã tuyên bố sẽ không tái tranh cử.

### Trích dẫn
1. ↑  "Definition of 'parking orbit'" [Định nghĩa 'parking orbit']. collinsdictionary.com. Collins. Truy cập ngày 4 tháng 5 năm 2024.
2. ↑  Press Kit, tr. 3.
3. 1 2 3 4  Saturn V Launch Vehicle Flight Evaluation Report - AS-502 Apollo 6 Mission [Báo cáo đánh giá chuyến bay của phương tiện phóng Saturn V - Sứ mệnh AS-502 Apollo 6] (PDF) (bằng tiếng Anh). NASA. ngày 25 tháng 6 năm 1968. MPR-SAT-FE-68-3. Truy cập ngày 7 tháng 7 năm 2013.
4. 1 2 3 4 5  "The Legacy of Apollo 6" [Di sản của Apollo 6] (bằng tiếng Anh). NASA. ngày 4 tháng 4 năm 2021. Truy cập ngày 19 tháng 9 năm 2021.
5. ↑  Orloff & Harland 2006, tr. 204–206.
6. ↑  Press Kit, tr. 1.
7. 1 2  Orloff & Harland 2006, tr. 172.
8. 1 2  Orloff & Harland 2006, tr. 151.
9. ↑  Orloff & Harland 2006, tr. 112–115.
10. ↑  Press Kit, tr. 15.
11. 1 2 3 4  "Apollo/Skylab ASTP and Shuttle Orbiter Major End Items" [Các hạng mục cuối quan trọng của Apollo/Skylab ASTP và tàu con thoi quỹ đạo] (PDF) (bằng tiếng Anh). NASA. tháng 3 năm 1978.
12. ↑  Ertel, Ivan D.; Newkirk, Roland W.; và đồng nghiệp (1969–1978). "Part 1 (H): Preparation for Flight, the Accident, and Investigation: March 25 – April 24, 1967" [Phần 1 (H): Chuẩn bị cho chuyến bay, sự cố, và điều tra: 25 tháng 3 – 24 tháng 4 năm 1967]. The Apollo Spacecraft: A Chronology [Tàu vũ trụ Apollo: Trình tự thời gian] (bằng tiếng Anh). Quyển IV. Washington, D.C.: NASA. LCCN 69060008. OCLC 23818. NASA SP-4009. Lưu trữ bản gốc ngày 5 tháng 2 năm 2008. Truy cập ngày 25 tháng 9 năm 2021.
13. ↑  Press Kit, tr. 16.
14. ↑  Brooks 1979, tr. 247–248.
15. ↑  Press Kit, tr. 19.
16. 1 2 3 4  Benson, Charles D.; Faherty, William Barnaby (1978). "Apollo 6 - A "Less Than Perfect" Mission" [Apollo 6: Một sứ mệnh không hoàn hảo]. Moonport: A History of Apollo Launch Facilities and Operations [Cảng Mặt Trăng: Lịch sử các hoạt động điều hành và cơ sở phóng của Apollo] (bằng tiếng Anh). NASA. NASA SP-4204. Lưu trữ bản gốc ngày 23 tháng 1 năm 2008. Truy cập ngày 3 tháng 11 năm 2022. Ch. 20-2.
17. ↑  Orloff & Harland 2006, tr. 152.
18. ↑  Benson, Charles D.; Faherty, William Barnaby (1978). "From Arming Tower to Mobile Service Structure" [Từ Arming Tower đến Mobile Service Structure]. Moonport: A History of Apollo Launch Facilities and Operations [Cảng Mặt Trăng: Lịch sử các hoạt động điều hành và cơ sở phóng của Apollo]. NASA. NASA SP-4204. Bản gốc lưu trữ ngày 23 tháng 1 năm 2008. Truy cập ngày 4 tháng 5 năm 2024.
19. ↑  Brooks 1979, tr. 247.
20. ↑  "Clock Definitions" [Các định nghĩa về ghi giờ]. NASA. Truy cập ngày 4 tháng 5 năm 2024.
21. ↑  Irvine, Tom (tháng 10 năm 2008). "Apollo 13 Pogo Oscillation" [Dao động pogo của Apollo 13] (PDF). Vibrationdata Newsletter. tr. 2. Truy cập ngày 18 tháng 6 năm 2009.
22. ↑  Brooks 1979, tr. 248.
23. 1 2 3 4 5  Benson, Charles D.; Faherty, William Barnaby (1978). "Two engines out but still running" [Hai động cơ bị hỏng nhưng phương tiện vẫn hoạt động]. Moonport: A History of Apollo Launch Facilities and Operations [Cảng Mặt Trăng: Lịch sử các hoạt động điều hành và cơ sở phóng của Apollo]. NASA. NASA SP-4204. Lưu trữ bản gốc ngày 23 tháng 1 năm 2008. Truy cập ngày 27 tháng 9 năm 2021. Ch. 20-3.
24. 1 2  Orloff & Harland 2006, tr. 153.
25. ↑  Orloff & Harland 2006, tr. 154.
26. ↑  Orloff & Harland 2006, tr. 354–356.
27. 1 2  Orloff & Harland 2006, tr. 356.
28. 1 2 3  Brooks 1979, tr. 249.
29. ↑  Orloff & Harland 2006, tr. 157.
30. ↑  Orloff & Harland 2006, tr. 156.
31. 1 2  Brooks 1979, tr. 251–252.
32. ↑  Orloff & Harland 2006, tr. 158.
33. ↑  Orloff & Harland 2006, tr. 572.
34. ↑  Williams, David R. "Apollo: Where are they now?" [Apollo: Chúng hiện đang ở đâu?]. National Space Science Data Center (bằng tiếng Anh). NASA. Truy cập ngày 29 tháng 6 năm 2024.
35. ↑  Mission Report, tr. 4-1.
36. 1 2  Mission Report, tr. 5-15–5-19.
37. ↑  Brooks 1979, tr. 250–252.